# جين انجلش
جين انجلش (بالإنجليزية: Jane English)‏ (و. 1942 – م) هي فيزيائية، ومترجمة من الولايات المتحدة الأمريكية .

## التعليم
تعلمت في جامعة ويسكونسن-ماديسون